# Camara-Talsperre
Koordinaten: 7° 1′ 19″ S, 35° 46′ 36″ W
Die Camara-Talsperre (bras. Barragem Camará) etwa fünf Kilometer nördlich von Alagoa Nova im Bundesstaat Paraíba im Nordosten Brasiliens brach am 17. Juni 2004. Es gab drei, fünf oder sieben Tote und einen großen Sachschaden.

## Überblick
Die Talsperre liegt am Rio Riachão, einem Zufluss des Rio Mamanguate, etwa 1300 Meilen (2080 km) nordöstlich von São Paulo. Das Bauwerk war erst 2002 nach dem letzten Stand der Technik fertiggestellt worden und hatte 6,5 Millionen US-Dollar (20 Millionen Reais) gekostet. 
Das Absperrbauwerk ist eine 50 m hohe Staumauer, die in RCC-Bauweise (Walzbeton) errichtet wurde.

## Auswirkungen des Dammbruchs
Bei dem Bruch nach den ersten schweren Regenfällen, die die Anlage erlebte, wurden 17 Millionen Kubikmeter Wasser freigesetzt. Als Ursache wird ein Konstruktionsfehler angenommen. Durch die Flutwelle wurden in dem etwa 20 km unterhalb gelegenen Ort Alagoa Grande 250 Häuser zerstört und 800 Familien mit mehr als 3000 Personen obdachlos. 300 Familien wurden in öffentlichen Gebäuden wie Schulen untergebracht. Einige Hundert Geschäfte verloren Waren oder Einrichtungen. Die Zahl der Toten wird unterschiedlich mit 3, 5 oder 7 angegeben.
Außerdem wurde der Ort Mulungu geschädigt, wo es noch mehr Zerstörung gab. Die Staatsregierung gab den Schaden mit 9,8 Millionen US-Dollar an (30 Millionen Reais).
2009 beschloss die Regierung des Bundesstaates, die Talsperre wieder aufzubauen.